# Ellenwood Lake Provincial Park
Ellenwood Lake Provincial Park är en park i Kanada.   Den ligger i provinsen Nova Scotia, i den sydöstra delen av landet, 800 km öster om huvudstaden Ottawa. Ellenwood Lake Provincial Park ligger 20 meter över havet. Den ligger vid sjön Agard Lake.
Terrängen runt Ellenwood Lake Provincial Park är platt. Runt Ellenwood Lake Provincial Park är det mycket glesbefolkat, med 5 invånare per kvadratkilometer.. Närmaste större samhälle är Yarmouth, 14,1 km sydväst om Ellenwood Lake Provincial Park. 
I omgivningarna runt Ellenwood Lake Provincial Park växer i huvudsak blandskog.